# Аскарида
Аскариди (Ascaris) — рід паразитичних нематод. Охоплює два види: аскариду свину (A. suum), що зазвичай заражає свиней, а також аскариду людську (A. lumbricoides), що інфікує людину. Аскариди спричиняють захворювання — аскаридоз.